# Залата Леонід Дмитрович
Залата Леонід Дмитрович (1928—2009) — український, радянський письменник.

## Життєпис
Народився в 1928 в с. Сиваське Генічеського району Херсонської області в селянській родині.
Після закінчення Дніпропетровського університету працював в обласному видавництві, на радіо. Працював головним редактором Комітету радіомовлення і телебачення при виконкомі Дніпропетровської обласної ради. Перша друкована книжка «Мальчишки» (у співавторстві з братом Федором) побачила світ у 1955 році.
Член Спілки письменників України з 1964 року.
Помер у 2009.

## Творчий доробок
Автор збірок оповідань:
- «Мальчишки»(у співавторстві з Ф. Залатою, 1955)
- «Ущелина синіх туманів» (фантастичні оповідання, у співавторстві з Ф.Залатою, 1957)
- «Полум'я в степу» (1959)
- «Жили на світі дві подружки» (1961)
- «В один слід» (1971)
- «Без особливих прикмет» (1986)
- нарису «Валя» (1957)
- збірки поезій «Іду в небо» (1966), романів «Далеко в Арденнах» (1975), «Вовчі ягоди» (1981).

## Нагороди
- медаль «За трудову доблесть» (4.05.1962)